# Coly-Saint-Amand
Coly-Saint-Amand es una comuna nueva francesa situada en el departamento de Dordoña, de la región de Nueva Aquitania.

## Historia
Fue creada el 1 de enero de 2019, en aplicación de una resolución del prefecto de Dordoña de 21 de septiembre de 2018 con la unión de las comunas de Coly y Saint-Amand-de-Coly, pasando a estar el ayuntamiento en la antigua comuna de Saint-Amand-de-Coly.

## Demografía
Según los datos aportados en la resolución del prefecto de Dordoña, la comuna se crea con 636 habitantes.

## Composición
| Comuna fusionada    | Código INSEE | Población (2016) | Superficie (km²) | Densidad (hab./km²) |
| ------------------- | ------------ | ---------------- | ---------------- | ------------------- |
| Coly                | 24127        | 215              | 8.01             | 27                  |
| Saint-Amand-de-Coly | 24364        | 390              | 26.4             | 15                  |